# Will Campuzano
William Campuzano (Acapulco, Guerrero; 27 de mayo de 1986) es un artista marcial mixto mexicano que compitió en la división de peso gallo.

## Carrera de artes marciales mixtas
Campuzano encontró su camino en el mundo de las MMA mientras asistía a la universidad.

"Solía pelear mucho, como en la calle. Cuando estaba en la universidad... tomé un curso de Taekwondo donde conocí a Tom Seabourne. Él me presentó a Marcus Lanier, que era un luchador profesional de MMA. Él estaba buscando un asistente que hablara español. Acababa de abrir su propia escuela en Mount Pleasant y eso me llevó a la MMA".

Campuzano ganó las primeras seis peleas, todas por nocaut.

### World Extreme Cagefighting
Hizo su debut en WEC como reemplazo con poca antelación contra Damacio Page en WEC 43, reemplazando a un lesionado Akitoshi Tamura. Page sometió a Campuzano en la primera ronda.
En su siguiente pelea, Campuzano derrotó a Coty Wheeler el 10 de enero de 2010 en WEC 46 por decisión unánime. La pelea obtuvo el premio a Pelea de la Noche.
Se esperaba que Campuzano enfrentara a Rafael Rebello el 20 de junio de 2010 en WEC 49, pero en cambio se enfrentó al ex campeón de peso gallo de WEC Eddie Wineland. Perdió la pelea por nocaut técnico en el segundo asalto.

### Ultimate Fighting Championship
En octubre de 2010, World Extreme Cagefighting se fusionó con Ultimate Fighting Championship (UFC). Como parte de la fusión, todos los luchadores del WEC fueron transferidos a UFC.
Campuzano se enfrentó a Nick Pace el 4 de diciembre de 2010 en The Ultimate Fighter: Team GSP vs. Team Koscheck Finale. Se suponía que la pelea sería la primera pelea de peso gallo en la historia de UFC, pero Pace perdió el peso y la pelea se cambió a una pelea de peso intermedio. Campuzano perdió la pelea debido a un estrangulamiento de picota en el tercer asalto.
Campuzano se enfrentó a Chris Cariaso el 22 de enero de 2011 en UFC Fight Night 23. Perdió la pelea por decisión unánime y posteriormente fue liberado de UFC.

### Legacy Fighting Alliance
Campuzano hizo su debut en Legacy FC en agosto de 2008, cuando derrotó a Seth Drago mediante estrangulamiento de guillotina en LFC 2: Anarchy. Después de un breve período en UFC, regresó a Legacy y derrotó a Jimmy Flick en el evento principal de LFC 16 para convertirse en el campeón inaugural de peso mosca.
Campuzano defendería con éxito su título de Legacy FC, cuando derrotó a Allan Nascimento por decisión unánime en LFC 19 el 12 de abril de 2013.

### Regreso a UFC
Después de tener marca de 5-0 desde que fue liberado de UFC, Campuzano regresó a dicha promoción al cumplir con un aviso de una semana para que el lesionado Vaughan Lee se enfrentara a Sergio Pettis. Perdió la pelea por decisión unánime.
Se esperaba que Campuzano enfrentara a Darrell Montague el 15 de marzo de 2014 en UFC 171. Sin embargo, Montague se retiró de la pelea citando una lesión y fue reemplazado por Justin Scoggins. Perdió la pelea por decisión unánime y posteriormente fue liberado de la promoción una vez más.

## Vida personal
Will Campuzano vive con su esposa y sus dos hijos en Frisco, Texas. Es el propietario e instructor principal de Campuzano Martial Arts, que es una instalación de 4000 pies cuadrados con 2 tapetes en Frisco.

## Récord en artes marciales mixtas
| Récord profesional | Récord profesional | Récord profesional |
| 20 peleas          | 14 victorias       | 6 derrotas         |
| ------------------ | ------------------ | ------------------ |
| Nocaut             | 6                  | 1                  |
| Sumisión           | 4                  | 2                  |
| Decisión           | 4                  | 3                  |

| Resultado | Récord | Oponente         | Método                      | Evento                                                 | Fecha                   | Ronda | Tiempo | Localización           | Notas |
| --------- | ------ | ---------------- | --------------------------- | ------------------------------------------------------ | ----------------------- | ----- | ------ | ---------------------- | ----- |
| Victoria  | 14–6   | Esdo de Paz      | Sumisión (triangle choke)   | MMA 300: El Salvador                                   | 24 de mayo de 2014      | 3     | 1:20   | San Salvador           |       |
| Derrota   | 13–6   | Justin Scoggins  | Decisión (unánime)          | UFC 171                                                | 15 de marzo de 2014     | 3     | 5:00   | Dallas, Texas          |       |
| Derrota   | 13–5   | Sergio Pettis    | Decisión (unánime)          | UFC 167                                                | 16 de noviembre de 2013 | 3     | 5:00   | Las Vegas, Nevada      |       |
| Victoria  | 13–4   | Hideo Tokoro     | Decisión (dividida)         | Vale Tudo Japan: VTJ 3rd                               | 5 de octubre de 2013    | 3     | 5:00   | Tokio                  |       |
| Victoria  | 12–4   | Allan Nascimento | Decisión (unánime)          | Legacy FC 19                                           | 12 de abril de 2013     | 5     | 5:00   | Dallas, Texas          |       |
| Victoria  | 11–4   | Jimmy Flick      | TKO (rodillazo y golpes)    | Legacy FC 16                                           | 13 de diciembre de 2012 | 2     | 0:26   | Dallas, Texas          |       |
| Victoria  | 10–4   | Joshua Sampo     | KO (rodillazo)              | RTP: Rumble Time Promotions                            | 19 de mayo de 2012      | 3     | 1:18   | St. Charles, Misuri    |       |
| Victoria  | 9–4    | Randy Hinds      | Sumisión (rear-naked choke) | 24/7 Entertainment Presents Professional Cage Fighting | 8 de abril de 2011      | 1     | 2:18   | Midland, Texas         |       |
| Derrota   | 8–4    | Chris Cariaso    | Decisión (unánime)          | UFC: Fight for the Troops 2                            | 22 de enero de 2011     | 3     | 5:00   | Fort Hood, Texas       |       |
| Derrota   | 8–3    | Nick Pace        | Sumisión (peace choke)      | The Ultimate Fighter 12 Finale                         | 4 de diciembre de 2010  | 3     | 4:32   | Las Vegas, Nevada      |       |
| Victoria  | 8–2    | Steve Garcia     | Decisión (dividida)         | King of Kombat 9: Resurrection                         | 20 de agosto de 2010    | 3     | 5:00   | Austin, Texas          |       |
| Derrota   | 7–2    | Eddie Wineland   | TKO (golpes en el cuerpo)   | WEC 49                                                 | 20 de junio de 2010     | 2     | 4:44   | Edmonton, Alberta      |       |
| Victoria  | 7–1    | Coty Wheeler     | Decisión (unánime)          | WEC 46                                                 | 10 de enero de 2010     | 3     | 5:00   | Sacramento, California |       |
| Derrota   | 6–1    | Damacio Page     | Sumisión (rear-naked choke) | WEC 43                                                 | 10 de octubre de 2009   | 1     | 1:02   | San Antonio, Texas     |       |
| Victoria  | 6–0    | Tim Snyder       | TKO (golpeus)               | Urban Rumble Championships                             | 23 de mayo de 2009      | 1     | 2:59   | Pasadena, Texas        |       |
| Victoria  | 5–0    | Bryan Goldsby    | Sumisión (triangle choke)   | Cage Kings: Total Domination                           | 20 de marzo de 2009     | 2     | 1:32   | Bossier City, Luisiana |       |
| Victoria  | 4–0    | Doug Sonier      | TKO (golpes)                | SWC 3                                                  | 21 de febrero de 2009   | 1     | 1:36   | Frisco, Texas          |       |
| Victoria  | 3–0    | Jason Horak      | KO (golpe)                  | Cage Kings: Destruction at the Dome                    | 10 de octubre de 2008   | 2     | 0:38   | Bossier City, Luisiana |       |
| Victoria  | 2–0    | Seth Drago       | Sumisión (guillotine choke) | LFC 2                                                  | 23 de agosto de 2008    | 1     | 1:28   | Baton Rouge, Luisiana  |       |
| Victoria  | 1–0    | Trevor Robbins   | TKO (golpes)                | Cage Kings                                             | 18 de julio de 2008     | 1     | 0:48   | Bossier City, Luisiana |       |